# چن یان (شناگر، زاده ۱۹۷۹)
چن یان (به انگلیسی: Chen Yan) (زادهٔ ۲ مهٔ ۱۹۷۹) شناگر اهل چین است.